# Bühlertalbach
Der Bühlertalbach  ist ein mit dem längeren seiner beiden Oberläufe nicht ganz elf Kilometer langer, südlicher und rechter Zufluss des Neckars im baden-württembergischen Landkreis Tübingen.

## Geographie

### Verlauf

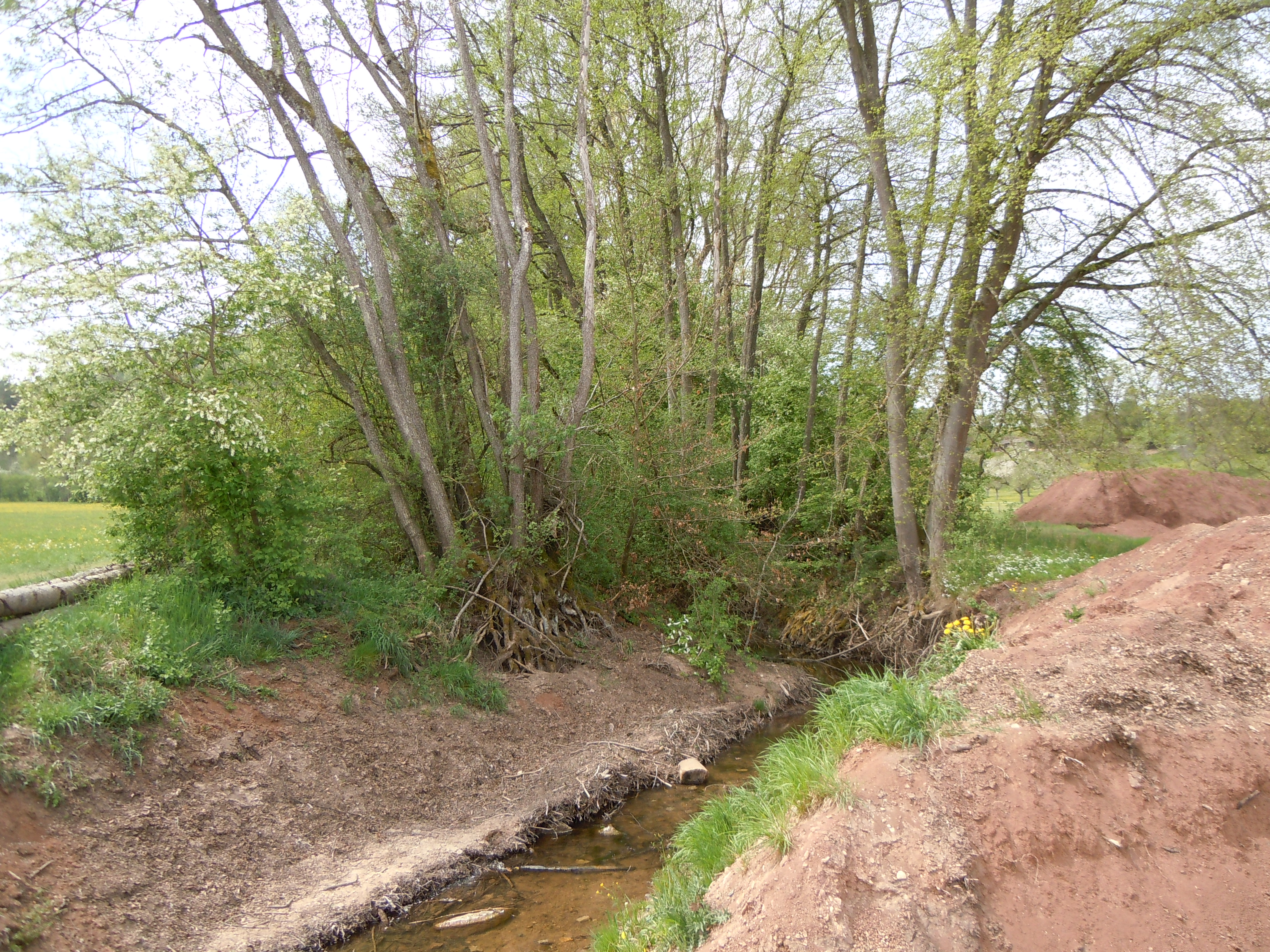
Bühlertalbach, rechts im Bild der Abraum vom Bau des Damms des Rückhaltebeckens Wuhrwiesen

Der Bühlertalbach entsteht im Rammert westlich von Dußlingen aus dem Zusammenfluss seines linken Oberlaufs Vorbach und seines rechten Oberlaufs Klinglergraben. Der Vorbach bildet längstenteils die Gemeindegrenzen zwischen Ofterdingen und Dußlingen im Osten und Rottenburg am Neckar im Westen. Ab dem Zusammenfluss seiner beiden Oberläufe fließt der entstandene Bühlertalbach zunächst nach Westen, später nach Nordwesten. Ab dort ist der Bachlauf auch die Stadtgrenze zwischen Rottenburg im Süden und Tübingen im Norden. Von links und Südwesten fließt ihm der Schreckengraben zu. Der Bach läuft durch das Bühlertal, das sich im Gewann Unterer Bürg, etwa ab der Mündung des Saustallbachs von links und Südosten, langsam öffnet und vom geschlossenen Waldbestand des Rammert in eine von Grünland und Streuobstbeständen geprägte Kulturlandschaft übergeht. Der Lauf wendet sich weiter in nördliche Richtung.
Südlich von Bühl wurde beidseitig des Bachs ein Hochwasserrückhaltedamm errichtet, der bis zu 131.000 m³ Wasser zurückhalten kann. Der Bühlertalbach durchfließt danach den Tübinger Ortsteil Bühl, nimmt dort von rechts den teils auch Traubbach genannten Trautbach auf und unterquert nördlich der Ortschaft die Eisenbahnlinie Tübingen-Rottenburg und die Bundesstraße 28a. Nördlich von Bühl wird der Bach auch als Alter Neckar bezeichnet, da er dort auf der Trasse einer alten Neckarschlinge läuft. Er mündet nördlich von Bühl auf einer Höhe von ca. 326 m ü. NHN von rechts in den oberen Neckar.
Der inklusive des Vorbachs ca. 10,7 km lange Lauf des Bühlertalbachs endet etwa 167 Höhenmeter unterhalb seiner Quelle, er hat somit ein mittleres Sohlgefälle von etwa 16 ‰.

### Einzugsgebiet
Das Einzugsgebiet ist insgesamt ca. 18,5 km² groß und liegt im Naturraum Schönbuch und Glemswald in den Unterräumen Rammert und dann Tübinger Stufenrandbucht. Sein mit 551 m ü. NHN höchster Punkt liegt im Westen auf dem Lausbühl. Es grenzt im Osten an das Einzugsgebiet der Steinlach, im Süden an das des Katzenbachs und im Westen an die Einzugsgebiete der kleineren Neckar-Zuflüsse Galgengraben und Rohrhaldenbach.

### Zuflüsse und Seen
Hierarchische Liste einer Auswahl der Zuflüsse,  Seen und  Hochwasserrückhaltebecken, jeweils von der Quelle zur Mündung. Gewässerlänge, Seefläche, Einzugsgebiet und Höhe nach den entsprechenden Layern auf der Onlinekarte der LUBW. Andere Quellen für die Angaben sind vermerkt.
Ursprung des Bühlertalbachs auf 393,3 m ü. NHN am Unteren Gaisholz am Zusammenfluss seiner Oberläufe.
- Klinglergraben[LUBW 7], rechter Oberlauf von zuletzt Osten, 3,5 km und 3,0 km². Entsteht auf etwa 505 m ü. NHN zwischen den Waldgewannen Meisenhart und Eichwald von Ofterdingen nahe dem Waldkindergarten Siebeneich, zuzeiten auch auf etwa 537 m ü. NHN am Westrand des Meisenharts, dann ca. 0,8 km[LUBW 8] länger. Unbeständig. Fließt anfangs ostwärts.
  -  Durchfließt auf etwa 414 m ü. NHN den hinter einem Steindamm angestauten Klarasee unter der Ohnhalde, unter 0,1 ha.
- Vorbach[LUBW 9], linker Oberlauf von Südwesten, 3,4 km und 1,3 km². Entsteht auf etwa 494 m ü. NHN westlich des Gewanns Löchle im Wald.
- Schreckengraben, von links und Südwesten auf 376,4 m ü. NHN[LUBW 2], 2,4 km und 2,0 km². Entsteht auf etwa 503 m ü. NHN im Wald nordwestlich des Meisenharts.
  - (Anderer Oberlauf), von links und Westen auf 329,6 m ü. NHN[LUBW 2] nahe dem Tauchbrunnen, ca. 0,9 km[LUBW 8] und ca. 0,4 km².[LUBW 10] Entspringt dem Hirschbrunnen auf etwa 500 m ü. NHN.
- Saustallbach, von links und Südwesten auf 362,6 m ü. NHN[LUBW 2] kurz nach dem Beginn der offenen Talaue, 2,8 km und 4,4 km². Der Waldursprung ist auf der amtlichen Gewässerkarte auf etwa 440 m ü. NHN östlich der Grafenhalde festgelegt. Jedoch gibt es bergwärts davon weitere ca. 0,9 km[LUBW 8] unbeständigen Laufs mit einem Ursprung auf etwa 516 m ü. NHN und sogar einen kurzen unbeständigen Zufluss von Süden aus dem Sulzgraben.
  - (Quellabfluss), von links und Westen auf 408,5 m ü. NHN[LUBW 2], ca. 0,6 km[LUBW 8] und ca. 1,0 km².[LUBW 10] Entspringt auf etwa 440 m ü. NHN.
  - (Quellabfluss), von links und Westen auf 397 m ü. NHN[LUBW 2], ca. 0,3 km[LUBW 8] und ca. 0,5 km².[LUBW 10] Entspringt auf etwa 435 m ü. NHN.
- Durchfließt auf etwa  346 m ü. NHN kurz vor den Sportplätzen am Südrand von Tübingen-Bühl das Hochwasserrückhaltebecken Bühl-Wuhrwiesen, das hinter einem 6,6 m hohen Erddamm bis zu 131.000 m³ Wasser zurückhalten kann, das dann gesteuert abgelassen wird. Das von der Stadt Tübingen betriebene Becken liegt gewöhnlich trocken.
- Trautbach oder Traubbach[LUBW 11], von rechts und Südosten in  auf etwa 338 m ü. NHN in Bühl, ca. 3,4 km[LUBW 12] und 2,5 km². Entsteht auf etwa 447 m ü. NHN im Waldgewann Kirchholz westlich des Golfplatzes bei Tübingen-Eck.
  - (Waldzufluss), von links und Westsüdwesten auf etwa 398,5 m ü. NHN[LUBW 2], ca. 0,4 km[LUBW 8] und ca. 0,3 km².[LUBW 10] Entsteht auf etwa 433 m ü. NHN im Waldgewann Bühler.
    -  Durchfließt auf etwa 330 m ü. NHN einen Waldtümpel, unter 0,1 ha.

Mündung des Bühlertalbachs, unterhalb von Bühl Alter Neckar genannt, von rechts und zuletzt Südwesten auf 326,9 m ü. NHN in den Neckar etwa 0,9 km nordnordöstlich der Ortsmitte von Bühl. Der Bühlertalbach ist ab dem Zusammenfluss seiner beiden Oberläufe 7,3 km, zusammen mit seinem linken Oberlauf Vorbach 10,7 km lang und hat ein 18,5 km² großes Einzugsgebiet.

## Naturschutz
Der Bühlertalbach durchfließt das Naturschutzgebiet Bühler Tal und Unterer Bürg sowie das FFH-Gebiet Rammert und das Vogelschutzgebiet Mittlerer Rammert. Der Oberlauf und ein großer Teil des Einzugsgebiets liegen im Landschaftsschutzgebiet Rammert.

### LUBW
Amtliche Online-Gewässerkarte mit passendem Ausschnitt und den hier benutzten Layern: Lauf und Einzugsgebiet des Bühlertalbachs

Allgemeiner Einstieg ohne Voreinstellungen und Layer: Daten- und Kartendienst der Landesanstalt für Umwelt Baden-Württemberg (LUBW) (Hinweise)
1. 1 2  Höhe ermittelt über WPS-Prozess (Geländehöhe).
2. 1 2 3 4 5 6 7 8 9  Höhe nach grauer Beschriftung auf dem Hintergrundlayer Topographische Karte.
3. 1 2 3 4  Länge nach dem Layer Gewässernetz (AWGN) inklusive des linken Oberlaufs Vorbach.
4. 1 2  Einzugsgebiet nach dem Layer Basiseinzugsgebiet (AWGN).
5. ↑  Seefläche nach dem Layer Stehende Gewässer.
6. ↑  Höhe nach dem Höhenlinienbild auf dem Hintergrundlayer Topographische Karte.
7. ↑  Der Klinglerbach (Name nach dem topographischen Layer) wird auf dem Layer Gewässername stattdessen Klingerbach genannt. Da er am Oberlauf an einem Gewann Klingler vorbeifließt, erscheint der erste Name mit l glaubwürdiger.
8. 1 2 3 4 5 6 7 8  Länge abgemessen auf dem Hintergrundlayer Topographische Karte.
9. ↑  Der linke Oberlauf Vorbach (Name nach dem topographischen Layer) wird auf dem Layer Gewässername zum Bühlertalbach geschlagen.
10. 1 2 3 4  Einzugsgebiet abgemessen auf dem Hintergrundlayer Topographische Karte.
11. ↑  Der Trautbach (Name nach dem topographischen Layer) wird auf dem Layer Gewässername stattdessen Traubbach genannt.
12. ↑  Länge nach dem Layer Gewässernetz (AWGN), ergänzt um ein kleines, auf der Gewässerkarte nicht berücksichtigtes Anfangsstück, das auf dem Hintergrundlayer Topographische Karte abgemessen wurde.
13. ↑  Einzugsgebiet aufsummiert aus den Teileinzugsgebieten nach dem Layer Basiseinzugsgebiet (AWGN).

### Andere Belege
1. ↑  Friedrich Huttenlocher: Geographische Landesaufnahme: Die naturräumlichen Einheiten auf Blatt 178 Sigmaringen. Bundesanstalt für Landeskunde, Bad Godesberg 1959. → Online-Karte (PDF; 4,3 MB)